# Патріс де Мак-Магон
Патрі́с де Мак-Маго́н (фр. Patrice de Mac Mahon, 13 липня 1808, Сюллі — 17 жовтня 1893, Монкрессон) — французький маршал, політичний діяч, президент Третьої республіки (1873–1879), князь Андорри.

## Біографія
Патріс де Мак-Магон народився 13 липня 1808 року в замку Сюллі (Бургундія) в родині військового Моріса Франсуа де Мак-Магона. Був шостою і передостанньою дитиною в родині. Походив з ірландського роду, що переїхав з графства Лімерік до Франції внаслідок Славної революції.
У 1820 році вступив до єзуїтської семінарії в Отені; продовжив навчання в ліцеї Людовіка Великого в Парижі. В 1825 році вступив до військової школи Сен-Сір, після закінчення якої 1827 року був мобілізований до армії. Брав участь в окупації Алжиру, облозі Антверпена 1832 року.
1833 року Мак-Магон отримав звання капітана і повернувся до Алжиру. Керував кавалерією; провів успішну облогу Константини 13 жовтня 1837 року, де був поранений.
У 1843 році став командиром французького іноземного легіону. З 1845 року — полковник, з 1848 — бригадний генерал. 16 липня 1852 року отримав звання дивізійного генерала. До 1855 року майже постійно перебував у Алжирі і дослужився до звання генерал-майора. Під час Кримської війни командував 2-им корпусом 1-ї піхотної дивізії Східної армії. У 1855 році очолив атаку на укріплення Малахового кургану під Севастополем і захопив його.

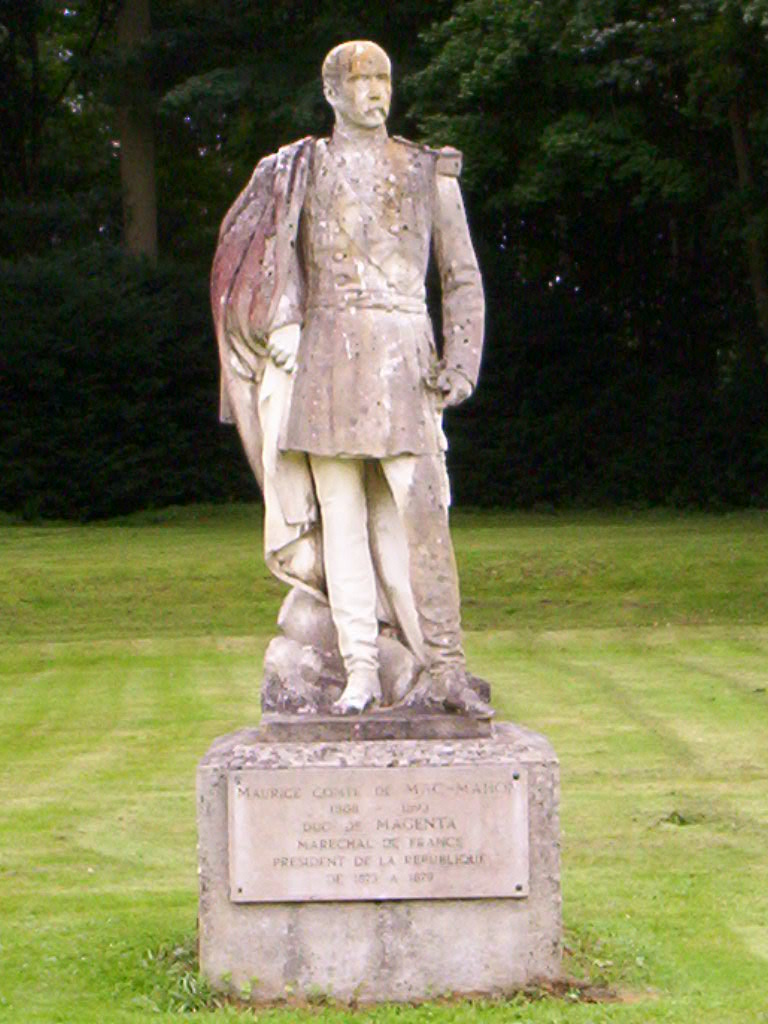
Пам'ятник Мак-Магону біля замку Сюллі

14 березня 1854 року одружився з Елізабет де ла Круа де Кастрі. Мав четверо дітей.
24 червня 1856 року Мак-Магон був обраний до Сенату. Після спроби замаху на життя імператора Наполеона III у 1858 році він став єдиним сенатором, хто голосував проти проекту урядового закону про надзвичайні заходи безпеки.
За військові заслуги у битві під Маджентою під час італійської кампанії, 5 червня 1859 року Мак-Магон отримав від імператора звання маршала і був удостоєний титулу герцога Мадженти. Відзначився також у битві під Сольферіно, де командував центром французької армії.
18 жовтня 1861 року представляв Францію на коронації короля Пруссії Вільгельма I в Кенінгсберзі.
1 вересня 1864 року Мак-Магон був призначений генерал-губернатором Алжиру. Цей період став найменш успішним в його кар'єрі: незважаючи на деякі проведені реформи, внаслідок численних скарг він був змушений добровільно піти у відставку.
На початку франко-пруської війни, 23 липня 1870 року очолив Рейнську армію. 6 серпня цього ж року зазнав поразки у битві під Вертом. 1 вересня брав участь у Битві під Седаном, де був серйозно поранений і взятий у полон. Під час Паризької комуни 1871 року очолив версальські війська і придушив повстання.
24 травня 1873 Мак-Магон був обраний президентом Франції. Перебуваючи на посаді, він сприяв політиці монархістів по встановленню монархії; був противником республіканської Конституції 1875 року. На виборах 5 січня 1879 року Мак-Магон не отримав парламентської підтримки і 30 січня пішов у відставку. У 1891 році видав книгу «L'armee de Versailles, rapport officiel» (фр. Армія Версаля: офіційний звіт).
Патріс де Мак-Магон помер 17 жовтня 1893 року в Монкрессоні внаслідок ниркової недостатності. Після відспівування у паризькій церкві Сен-Мадлен 22 жовтня був урочисто похований в Будинку Інвалідів.

## Титули
Герцог Маджентський - 5 червня 1859 року, наступного дня після перемоги в Маджентській битві Патріс де Мак-Магон отримує від імператора Наполеона ІІІ, як визнання його заслуг герцогський титул. Ця битва стала вирішальною в подіях Італійської компанії 1859 року і саме дії генерала де Мак-Магона дозволили зробити її переможною для Другої Імперії. Цей титул став одним зі спадкових титулів родини Мак-Магон. А з 1894 титули "герцога Маджентського " та «маркіза Егійського» з'єдналися та належать однієї людині.

## Нагороди
- Франція
  - Орден Почесного легіону
    - Кавалер 1830 рік
    - Офіцер 1837 рік
    - Командор 1849 рік
    - Великий офіцер 1853 рік
    - Кавалер Великого Хреста Легіону 1855 рік
    - Голова ордена Почесного легіона1873-1879 роки[7]

  - Військова Медаль 1857 рік
  - Медаль Італійської кампанії 1859
- Велика Британія
  - Орден Лазні
    - Кавалер Великого Хреста

  - Кримська медаль 1856 рік
- Іспанія
  - Орден Золотого руна
    - Кавалер 1875 рік
- Королівство Пруссія
  - Орден Чорного орла
    - Кавалер Великого Хреста
- Королівство Камбоджа
  - Королівський орден Камбоджі
    - Кавалер Великого Хреста
- Сардинське королівство
  - Вищий орден Святого Благовіщення
    - Кавалер 1859 рік

  - Орден Святих Маврикія та Лазаря
    - Кавалер Великого Хреста 1859 рік
- Швеція
  - Орден Серафимів
    - Кавалер 1861 рік